# キャピトル・ミュージック・グループ
キャピトル・ミュージック・グループ（Capitol Music Group）は、インタースコープ・ゲフィン・A&Mレコード、アイランド・レコード、デフ・ジャム・レコーディングス、リパブリック・レコード、ヴァーヴ・レコード、デッカ・レコードと並び、ユニバーサル ミュージック グループ傘下のレーベル・グループの一つである。キャピトル・ミュージック・グループは、ユニバーサル ミュージック グループが買収したEMIのカタログ（2013年にワーナー・ミュージック・グループに売却されたパーロフォンを除く）を引き受けた。

## 沿革

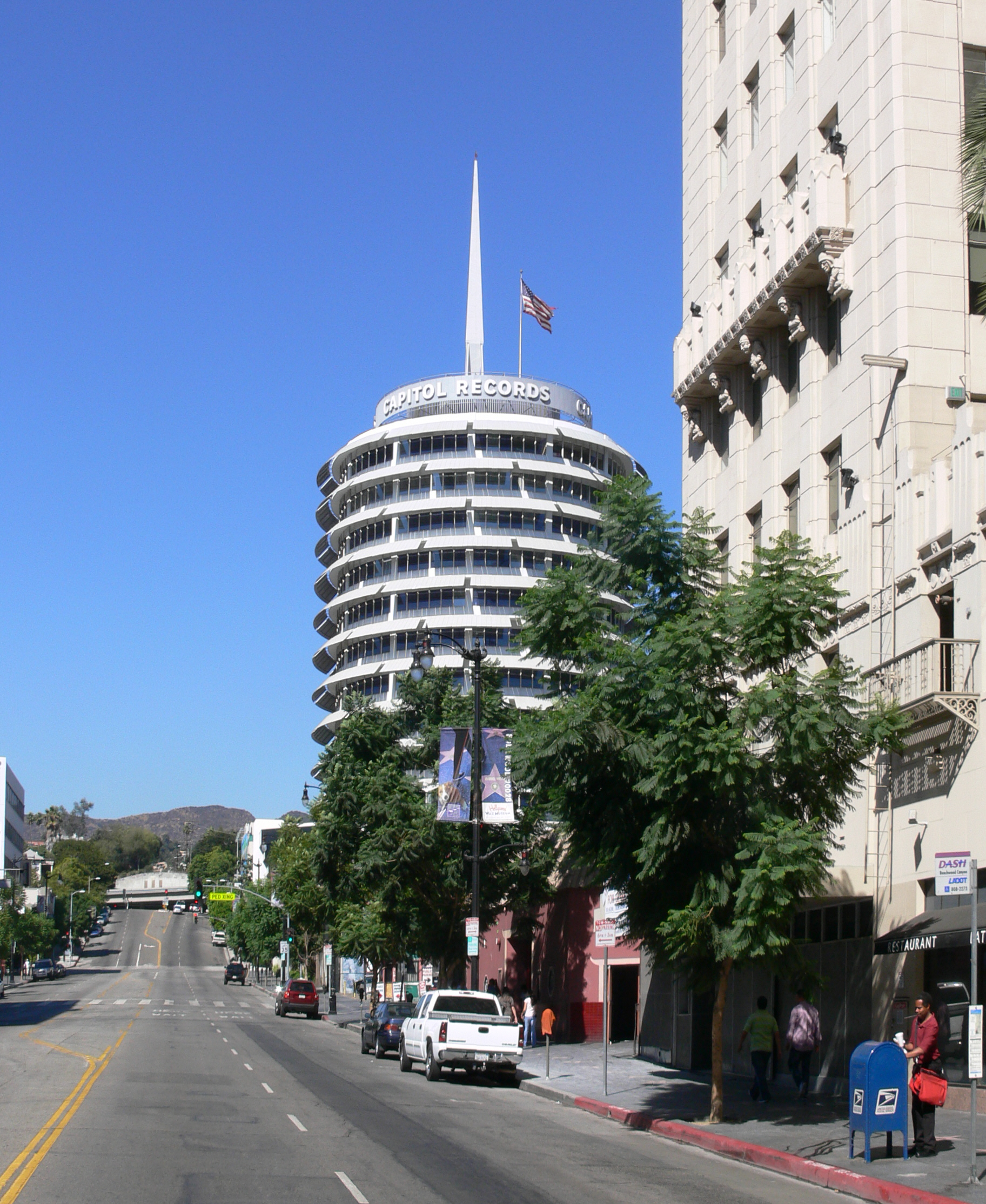
キャピトル・ミュージック・グループの本社は、ハリウッドのキャピトル・レコード・ビルに位置する。

キャピトル・ミュージック・グループは、2007年2月、EMIが人員削減と年間平均2億1,700万ドルの経費節減を目的として、キャピトル・レコードとヴァージン・レコード・アメリカを合併して設立させた。キャピトル・レコードとヴァージン・レコードはともにキャピトル・ミュージック・グループ内のレーベルとして名前が残された。
ヴァージン・レコードの最高経営責任者であるジェイソン・フロムが部門長に就任し、キャピトル・レコードの最高経営責任者であるアンディ・スレイターは、1,500万米ドル以上といわれる退職金を受け取って辞任した。フロムはレーベルの長として、EMIグループ最高経営責任者エリック・ニコリの直属の部下となった。
ミムズ、ラトーヤ・ラケット、J・ホリデイ、ロイヤル・ブリス、マック・10、フェイス・エヴァンス、ファット・ジョー、そして2007年からはケイティ・ペリー、バルバラ・プラヴィ、ポール・マッカートニー、ダンカン・ローレンス、カルム・スコット、フェラス、ルッカ・ルッカ・アリら計283人のアーティストがキャピトル・ミュージック・グループと契約している。2014年、モリッシーとニール・ダイアモンドはともにキャピトル・レコードと契約したことが確認され、モリッシーは2枚のアルバム契約を結んだ。しかし、後者はパーロフォンがワーナー・ミュージック・グループに売却された結果、パーロフォンに移籍した。
2010年、ヴァージン・レコードはキャピトル・ミュージック・グループから独立し、ヴァージン・ミュージック・グループを設立したが、2013年にヴァージン・ミュージック・グループは解散し、結果的にヴァージン・レコードはキャピトル・ミュージック・グループの傘下に戻っている。
2012年11月、スティーブ・バーネットがキャピトル・ミュージック・グループの会長兼最高経営責任者に就任することが発表された。
EMIのユニバーサル ミュージック グループへの吸収（パーロフォンを除く）が完了し、キャピトル・ミュージック・グループはユニバーサル ミュージック グループのイギリスにおける五つのレーベル・ユニットの一員となった。キャピトルUKには、ビートルズのカタログが含まれる。
2013年4月、ロビー・マッキントッシュがキャピトルの海外事業の責任者に就任した。
2016年11月、キャピトル・ミュージック・グループの会長兼最高経営責任者であるスティーブ・バーネットは、同社と契約した80年分のアーティストに敬意を表する音楽、映画、文学のプロジェクトを含む三つの試みを計画していると発表した。
2020年11月、スティーブ・バーネットに代わり、ジェフ・ヴォーンが新たに会長兼最高経営責任者に就任した。

## サブレーベル
- アストラルワークス（英語版）
- ブルーノートレコード
  - パシフィック・ジャズ・レコード
- キャピトル・クリスチャン・ミュージック・グループ（英語版）
- キャピトル・レコード
  - アップル・レコード
- ハーヴェスト・レコード
- モータウン
- プライオリティ・レコード（英語版）

## 管理レーベル
キャピトル・ミュージック・グループは、ユニバーサル ミュージック グループの前身であるEMIがその存続期間中に買収または流通した以下のレーベルおよびサブレーベルの旧譜を取り扱い、その原盤の著作権を旗艦レーベルのキャピトル・レコードを通じて継承している。
- 3Cレコード（3C Records）
- アマダ・レコード（Amada Records）
- エンジェル・レコード（英語版）
- アスコット・レコード（オランダ語版）
- ブルー・サム・レコード（1970–71年にキャピトルが販売したタイトル）
- クリサリス・レコード（アメリカ、カナダ、およびイギリス以外の全世界）
- DCPインターナショナル（DCP International）
- ドルトン・レコード（英語版）
- EMIアメリカ・レコード（英語版）
- ユニバーサル ミュージック グループ（1997年までのアメリカ；カナダ）
- エニグマ・レコード（英語版）
- フリーダム（英語版）（1950年代）
- ハーヴェスト・レコード（北米、2012年まで）
- I.R.S.レコード（英語版）
- ローリー・レコード（英語版）
- リバティ・レコード（英語版）（北米、1970年まで；1980年代）
- マンハッタン・レコード（英語版）（1980年代）
- メディアーツ・レコード（英語版）
- ミニット・レコード
- ノクターン・レコード（英語版）
- SBKレコード（英語版）
- シェルター・レコード（1970年から73年の間にキャピトルから流通）
- ソリッド・ステート・レコード（英語版）（1960 年代）
- スー・レコード（英語版）
- ユナイテッド・アーティスツ・レコード（北米）
  - インペリアル・レコード（1970年まで）
    - アラディン・レコード

  - アンアート・レコード（Unart Records）
  - ヴィープ・レコード（Veep Records）
- ヴァージン・レコード・アメリカ